# Allgemeiner Islamischer Kongress 1931

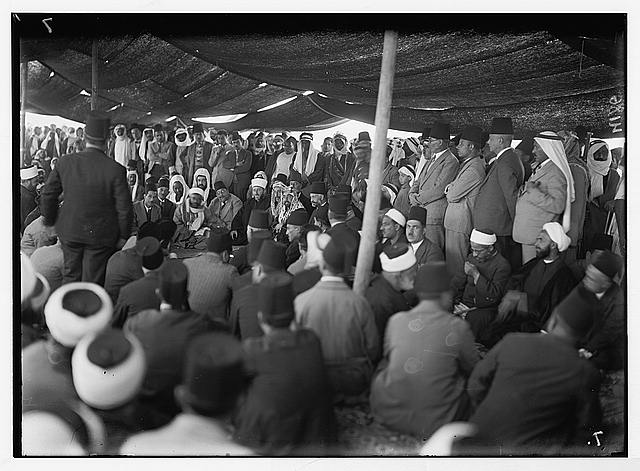
Treffen der Kongressdelegierten mit Emir Abdallah ibn Husain I. am 12. Dezember 1931 in Shunet Nimrin

Der Allgemeine Islamische Kongress (arabisch المؤتمر الاسلامي العام, DMG al-Muʾtamar al-islāmī al-ʿāmm) war eine internationale Konferenz, die vom 6. bis 17. Dezember 1931 in Jerusalem zusammentrat und an der ca. 150 muslimische Delegierte aus über 20 Ländern teilnahmen. Der Kongress wurde von Mohammed Amin al-Husseini, dem Großmufti von Jerusalem, und Schaukat ʿAlī, Oberhaupt des indischen Kalifat-Komitees, einberufen. Wichtigste Themen waren die Zukunft Palästinas, das Projekt einer islamischen Universität in Jerusalem und die Hedschas-Bahn. Auf dem Kongress wurde ein Exekutivkomitee eingesetzt, das in regelmäßigen Abständen weitere Kongresse einberufen sollte. Das durch den Kongress entstandene personelle Netzwerk existierte bis in die 1960er Jahre weiter und hielt unter dem Namen Islamischer Weltkongress verschiedene internationale Konferenzen ab.

## Vorgeschichte
Schon 1928 hatte Amīn al-Husainī in Jerusalem einen allgemeinen muslimischen Kongress zur Verteidigung der Heiligen Stätten abgehalten, der aber nur von Delegierten aus benachbarten Regionen besucht wurde. Die erste Idee zur Abhaltung eines internationalen islamischen Kongresses nach dem Scheitern der islamischen Konferenzen in Kairo und Mekka im Jahre 1926 kam von Muhammad ʿAlī, dem Bruder Schaukat ʿAlīs, der Anfang 1929 die Schaffung eines Obersten Islamischen Rates in Jerusalem vorschlug, der aus Delegierten aus der gesamten islamischen Welt zusammengesetzt sein sollte. Als Muhammad ʿAlī Anfang 1931 starb, wandte sich Amīn al-Husainī per Telegramm an seinen Bruder Schaukat und schlug ihm vor, seinen Bruder in Jerusalem zu begraben. Der bei dieser Gelegenheit hergestellte Kontakt führte zur Wiederbelebung der Kongressidee.
Offiziell wurden als Ziele für die Einberufung des Kongresses angegeben: (1) Muslimische Zusammenarbeit; (2) Verbreitung der islamischen Kultur; (3) Verteidigung der muslimischen Heiligen Stätten (in Jerusalem); (4) Bewahrung der Traditionen des Islams; (5) Einrichtung einer muslimischen Universität in Jerusalem; (4) Wiederherstellung der Hedschas-Bahn.
Schon im Vorfeld des Kongresses gab es kritische Stimmen. Einige Modernisten betrachteten den Kongress als "reaktionäre" Veranstaltung. Der türkische Außenminister erklärte zum Beispiel, dass sein Land keine Delegation zu dem Kongress entsenden werde, weil er "die Völker von dem Weg des Fortschritts" abbringe und Religion als "politisches Instrument" benutze. Der Idee der Einrichtung einer neuen muslimischen Universität in Jerusalem stellten sich die Führer der angesehen al-Azhar-Universität in Kairo entgegen. In Palästina selbst sahen einige den Kongress als Versuch des Muftis an, seinen Einfluss gegenüber lokalen Rivalen zu vergrößern.
Da die britischen Mandatsbehörden vor der Ankündigung des Kongresses nicht konsultiert worden waren, bestellte der Hochkommissar den Großmufti im November ein, um diesen über die Ziele zu befragen, und warnte ihn, dass die Mandatsregierung eine Konferenz, „bei der Fragen hinsichtlich der inneren oder äußeren Angelegenheiten freundlicher Mächte“ aufgeworfen würden, nicht erlauben werde. Ansonsten unternahmen die britischen Mandatsbehörden keine Anstrengung, die Konferenz zu verhindern.

## Teilnehmer
An dem Kongress nahmen Delegierte aus Ägypten, Irak, Transjordanien, Persien, Indien, Ceylon, Indonesien, Chinesisch-Turkestan, dem Uralgebiet, dem Kaukasus, Jugoslawien, Marokko, Algerien, Tunesien, Libyen und Nigeria teil. Zu den bekannten Teilnehmern des Kongresses gehörten Raschīd Ridā und ʿAbd ar-Rahmān ʿAzzām (Ägypten), Riad as-Solh (Libanon), Schukri al-Quwatli (Syrien), Muhammad Iqbal (Indien) und Seyyed Zia al Din Tabatabai (Persien). Die überwältigende Mehrheit der Delegierten waren Sunniten, doch gab es auch acht schiitische Delegierte. Der bedeutendste davon war der irakische Mudschtahid Muhammad al-Husain Āl Kāschif al-Ghitā aus Nadschaf.

## Verlauf des Kongresses
Der Kongress begann am Abend des 7. Dezember mit einem gemeinsamen Gebet der Konferenzteilnehmer zum Anlass der Isrā'-Nacht (am 27. Radschab), bei der man der Himmelsreise Mohammeds gedachte. Das Gebet wurde von dem schiitischen Gelehrten Muhammad al-Husain Āl Kāschif al-Ghitā geleitet. Am nächsten Tag wurden acht Kommissionen gebildet, die zu bestimmten Fragen Berichte ausarbeiten sollten:
1. die Kommission für Islamische Daʿwa und geistliche Anleitung unter dem Vorsitz von Raschīd Ridā,
2. die Kommission für die Heiligen Stätten und die Buraq-Mauer (Klagemauer) unter Vorsitz von Muhammad al-Husain Āl Kāschif al-Ghitā,
3. die Kommission für Muslimische Kultur und die neue "Universität der al-Aqsā-Moschee" unter Vorsitz von Mustafā al-Ghalāyinī, dem Präsidenten des muslimischen Rates des Libanon,
4. die Kommission für das Statut des Kongresses unter Vorsitz von Schaukat ʿAlī,
5. die Kommission für die Hedschasbahn unter Vorsitz von Emir Saʿīd al-Dschazā'irī, dem Enkel von Emir Abd el-Kader,
6. die Kommission für Finanzen und Organisation unter Vorsitz des Libanesen ʿUmar Bey ad-Dāʿūq,
7. die Kommission für Vorschläge, die dem Kongress unterbreitet wurden,
8. die Kommission für Kongress-Propaganda und -Publikationen.[14]

Die von diesen Kommissionen ausgearbeiteten Berichte wurden anschließend bei den Plenarsitzungen diskutiert und entweder angenommen oder verworfen.
Obwohl die britische Mandatsmacht Diskussionen hinsichtlich der Politik "befreundeter Mächte" verboten hatte, sprach sich der Kongress nicht nur deutlich hinsichtlich der zionistischen Frage aus, sondern protestierte auch allgemein gegen das Mandatssystem und den Kolonialismus, die französische Politik in Marokko, die anti-religiöse Politik der sowjetischen Regierung und die Aktivitäten der italienischen Behörden in Libyen. Die Kritik des ägyptischen Wafd-Politikers ʿAbd ar-Rahmān ʿAzzām an den italienischen Behörden war so heftig, dass ihn die Mandatsregierung formal aus Palästina auswies.
Bei dem Kongress widmete man auch der Überwindung innerislamischer Konflikte große Aufmerksamkeit. Um die Einheit zwischen Sunniten und Schiiten zu demonstrieren, wurde der Schiit Muhammad al-Husain Āl Kāschif al-Ghitāʾ gebeten, am 11. Dezember das gemeinsame Freitagsgebet aller Konferenzteilnehmer anzuführen. Dies war ein revolutionärer Schritt, denn damit wurden die Schiiten als gleichwertige Muslime anerkannt. Muhammad al-Husain hielt auch am 15. Dezember vor dem Konferenzplenum eine aufsehenerregende Ansprache, in der er zur Einheit zwischen Sunniten und Schiiten aufrief.
Unmittelbar nach der Zusammenkunft des Kongresses beriefen die Gegner des Großmuftis, die von Raghib an-Naschaschibi, dem Bürgermeister von Jerusalem, angeführt wurden, eine Gegenkonferenz in Jerusalem ein, bei der sie eine Reform der Satzung des Höchsten Islamischen Rats forderten und ihr Misstrauen gegen den Mufti als seinem Präsidenten bekundeten.

## Kongressstatut
Die Konferenz verabschiedete ein Statut mit 17 Artikeln, das anschließend vom Zentralbüro in Jerusalem in arabischer und englischer Sprache veröffentlicht wurde. Art. 1 sah vor, dass ein regelmäßiger, islamischer Kongress für die gesamten Muslime der Welt abgehalten werden und dieser den Namen "Allgemeiner Islamischer Kongress" (al-Muʾtamar al-islāmī al-ʿāmm) erhalten soll. Art. 2 definierte die Ziele des Kongresses als: a) Entwicklung der Zusammenarbeit unter den Muslimen ungeachtet der Vielzahl ihrer Länder und Rechtsschulen und Entfachung des Geistes der allgemeinen islamischen Brüderlichkeit; b) Schutz der islamischen Interessen und Bewahrung der Heiligen Stätten und Orte vor jeglicher Einmischung oder Kontrolle; c) Bekämpfung der christlichen Missionsbemühungen und -kampagnen unter den Muslimen; d) Einrichtung von Universitäten und wissenschaftlichen Instituten, die sich um die Vereinheitlichung der islamischen Kultur und Vermittlung der arabischen Sprache an die islamische Jugend bemühen; als erster Schritt soll eine islamische Universität in Jerusalem eingerichtet werden, die "Universität der al-Aqsā-Moschee" genannt wird; e) Untersuchung der anderen islamischen Angelegenheiten, die für die Muslime von Bedeutung sind.
Das Statut sah außerdem vor, dass der Kongress regelmäßig alle zwei Jahre zusammentreten sollte und das Exekutivkomitee auch außerordentliche Sitzungen zusammenrufen konnte (Art. 5). Zentrum der Aktivitäten des Kongresses sollte Jerusalem, wobei der Kongress auch ein anderes Zentrum für seine wählen konnte (Art. 6). Das Exekutivkomitee sollte aus 25 Personen bestehen, die nach Möglichkeit alle islamischen Völker repräsentieren sollten; dieses Exekutivkomitee hatte die Aufgabe, a) die Beschlüsse des Kongresses umzusetzen, b) die Tagesordnung für die nächste Konferenz der Organisation vorzubereiten und c) Zweigstellen des Kongresses in den islamischen Ländern zu gründen und Delegationen in sie zu entsenden, um die Ziele des Kongresses zu verwirklichen (Art. 9). Das Exekutivkomitee sollte aus den Mitgliedern des Kongresses ein siebenköpfiges Zentralbüro wählen (Art. 10). Die Finanzen des Kongresses sollten durch Mitgliedsgebühren, Spenden und andere Einnahmequellen gesichert werden (Art. 13).

## Der Kongress als Netzwerk
Noch während der Konferenz war das 25-köpfige Exekutivkomitee des Kongresses gewählt worden. Dieses bestand aus drei Ägyptern, vier Indern, vier Nordwestafrikanern, einem Perser, einem Javaner, einem Türken (aus Warschau), einem Bosniaken und zehn Arabern (aus Palästina, Syrien, Irak und der arabischen Halbinsel), von denen zwei Schiiten waren. Dieses Exekutivkomitee wählte das Zentralbüro mit dem persischen Ex-Premierminister Seyyed Zia al Din Tabatabai als Generalsekretär. Das Zentralbüro übermittelte im Frühjahr 1932 die Protestresolutionen der Konferenz gegen die Usurpation der Hedschasbahn, gegen jüdische Übergriffe auf muslimische heilige Stätten, gegen italienische Kriegsverbrechen in Libyen, gegen das Dekret (dahir) zur Anerkennung des berberischen Gewohnheitsrechts in Französisch-Marokko, gegen die Verfolgung von Muslimen in der Sowjetunion und gegen jede Form von Kolonisierung den Mandatsbehörden, dem Völkerbund sowie den zuständigen Hochkommissaren und Außenministerien.
Im Jahre 1932 wurden auch in verschiedenen Ländern Zweigstellen des Islamischen Kongresses gegründet, so in Palästina, Transjordanien, Syrien, Irak, Ägypten, Jemen, Mombasa, Indien, Java, Hongkong, Buenos Aires und Genf. Eine erste Konferenz der Repräsentanten dieser Sektionen, die sich vor allem der Frage der Einwerbung von Mitteln widmete, wurde im August 1932 in Jerusalem abgehalten. In Deutschland gründete im Oktober 1932 der persische Student Hossein Danesch zusammen mit 19 anderen Personen eine Filiale dieser Organisation, die er „Islamischer Weltkongress, Zweigstelle Berlin“ nannte. Gegenüber dem Amtsgericht berief er sich auf die „im Dezember 1931 in Jerusalem geschaffenen Statuten“. Außerdem verfolgte man die Pläne für die al-Aqsā-Universität weiter. Sie sollte drei Fakultäten (Theologie, Naturwissenschaften und Medizin) erhalten und 1000 Studierende aufnehmen können.
Im Jahre 1933 reiste eine Delegation des Kongresses unter Leitung von Amīn al-Husainī und dem ehemaligen ägyptischen Minister ʿAllūba Pascha, der als Schatzmeister fungierte, in den Irak und nach Indien, um Spenden zu sammeln. Die Delegation wurde überall begeistert begrüßt, allerdings blieben die Spenden hinter den Erwartungen zurück. Auch eine nach dem Kongressstatut eigentlich anstehende Nachfolgekonferenz wurde nicht einberufen. Dafür machte der Kongress im Frühjahr 1934 im Zusammenhang mit dem Saudi-Jemenitischen Krieg wieder stärker von sich reden. Das Exekutivkomitee sandte nämlich bei dieser Gelegenheit eine Friedensdelegation nach Mekka. Sie bestand aus dem Mufti, ʿAllūba Pascha, dem Drusen-Emir Schakīb Arslān und dem syrischen Nationalisten al-ʿAtāsī. Die Delegation traf am 14. April mit Abd al-Aziz ibn Saud zusammen, stellte eine telegrafische Kommunikation mit dem zaiditischen Imam her und nahm an den Verhandlungen teil, die am 20. Mai zum Abkommen von Taif führten.
In den folgenden Jahren erlahmten die Aktivitäten des Kongresses wegen fehlender finanzieller Mittel, die Idee einer islamischen Universität ließ sich nicht verwirklichen. Das Zentralbüro mit seinen Räumlichkeiten im Haram von Jerusalem blieb aber bestehen. Im Jahre 1936 benutzte Amīn al-Husainī seinen Titel als Kongresspräsident, als er in einem Fatwa erklärte, dass die syrischen Alawiten wahre Muslime seien. Mit der Flucht Amīn al-Husainīs aus Palästina im Jahre 1937 stellte die Organisation ihre Aktivitäten vorerst ganz ein, auch wenn das durch die Konferenz geschaffene personelle Netzwerk weiter existierte. Amīn al-Husainī plante im Februar 1937 eine Pilgerreise nach Mekka, wobei die Möglichkeit einer erneuten Einberufung des Islamischen Kongresses in dieser Stadt zur Sprache kam. Der saudische König Ibn Saud untersagte jedoch die Durchführung eines solchen Kongresses.
Auch nach Kriegsende sah sich Amīn al-Husainī immer noch als Präsident des Jerusalemer Kongresses. 1949 berief er in Karatschi eine kleine internationale Konferenz ein, die er als Fortsetzung nicht nur der Jerusalemer Konferenz, sondern auch der Islamischen Konferenz von Mekka im Jahre 1926 präsentierte. Eine weitere von ihm geleitete Konferenz, die im Februar 1951 in Karachi unter dem Titel Muʿtamar al-ʿālam al-islāmī („Islamischer Weltkongress“) stattfand, stieß auf weit größeres Interesse in der muslimischen Öffentlichkeit. Es nahmen Vertreter aus 32 Staaten und verschiedenen islamischen Gemeinschaften daran teil. Von den Muslimbrüdern waren Mustafā as-Sibāʿī und Said Ramadan anwesend.

## Notizen
1. ↑  Vgl. Brunner: Annäherung und Distanz. 1996, S. 64.
2. ↑  Kupferschmidt: "The General Muslim Congress of 1931 in Jerusalem". 1978, S. 143–147.
3. ↑  Vgl. Kramer: Islam Assembled. 1986, S. 123–125.
4. ↑  Gibb: The Islamic Congress at Jerusalem in December 1931. 1935, S. 102.
5. ↑  Gibb: The Islamic Congress at Jerusalem in December 1931. 1935, S. 102.
6. ↑  Vgl. Kramer: Islam Assembled. 1986, S. 128.
7. ↑  Gibb: The Islamic Congress at Jerusalem in December 1931. 1935, S. 104.
8. ↑  Gibb: The Islamic Congress at Jerusalem in December 1931. 1935, S. 103.
9. ↑  Vgl. Kramer: Islam Assembled. 1986, S. 123.
10. ↑  Gibb: The Islamic Congress at Jerusalem in December 1931. 1935, S. 103.
11. ↑  Vgl. Kramer: Islam Assembled. 1986, S. 131f.
12. ↑  Vgl. dazu Brunner: Annäherung und Distanz. 1996, S. 67.
13. ↑  Vgl. Brunner: Annäherung und Distanz. 1996, S. 67.
14. ↑  Vacca et al.: Oriente in Generale. 1932, S. 27b.
15. ↑  Gibb: The Islamic Congress at Jerusalem in December 1931. 1935, S. 105.
16. ↑  Gibb: The Islamic Congress at Jerusalem in December 1931. 1935, S. 105.
17. ↑  Vgl. Brunner: Annäherung und Distanz. 1996, S. 67f.
18. ↑  Gibb: The Islamic Congress at Jerusalem in December 1931. 1935, S. 104.
19. ↑  Für die englische Version vgl. Kramer: Islam Assembled. 1986, S. 192–194.
20. ↑  Gibb: The Islamic Congress at Jerusalem in December 1931. 1935, S. 107.
21. ↑  Gibb: The Islamic Congress at Jerusalem in December 1931. 1935, S. 107f.
22. ↑  Vgl. dazu Bernd Bauknecht: Muslime in Deutschland von 1920 bis 1945. Teiresias, Köln, 2001. S. 99–106. Hier S. 99f.
23. ↑  Gibb: The Islamic Congress at Jerusalem in December 1931. 1935, S. 107f.
24. ↑  Gibb: The Islamic Congress at Jerusalem in December 1931. 1935, S. 108.
25. ↑  Gibb: The Islamic Congress at Jerusalem in December 1931. 1935, S. 109.
26. ↑  Gibb: The Islamic Congress at Jerusalem in December 1931. 1935, S. 109.
27. ↑  Vgl. Kramer: Islam Assembled. 1986, S. 141.
28. ↑  Vgl. Kramer: Islam Assembled. 1986, S. 123.
29. ↑  Vgl. Kramer: Islam Assembled. 1986, S. 141.
30. ↑  Vgl. Schulze: Islamischer Internationalismus im 20. Jahrhundert. 1990, S. 110.
31. ↑  Vgl. Schulze: Islamischer Internationalismus im 20. Jahrhundert. 1990, S. 111.